# Шашлык (фильм)
«Шашлы́к» (англ. The Cookout) — американская комедия, повествующая о жизни баскетболиста Тодда Андерсона и о его семье. Премьера состоялась 3 сентября 2004 года.

## Сюжет
Картина повествует о жизни баскетболиста Тодда Андерсона и о его семье, как раз во время семейного праздника. Начинается всё с того что ему предлагают стать членом престижной баскетбольной команды. Он покупает прекрасный особняк в дорогом районе и обзаводится подружкой. По-семейному обычаю нужно устроить праздник – шашлык (барбекю). И конечно вся весёлая семья в сборе, что и приводит к многочисленному веселью не только их самих, но и их соседей.

## В ролях
- Кьюран Пендер — Тодд Андерсон
- Дженифер Льюис — Эмма Андерсон
- Фрэнки Фэйсон — Джоджо Андерсон
- Ванесса Белл-Гентлес — Анаклер Андерсон
- Миган Гуд — Бриттани
- Ja Rule — Bling Bling/Персиваль Эшмеки
- Джонатан Сильвермен — Вес Рили
- Тим Мидоус — Лерой
- Фэрра Фосетт — Эйлин Кроули
- Кевин Филлипс — Джамал Вашингтон
- Руперто Вандерпул — Визер
- Винсент Пасторе — продавец Пу
- Ив — Бэкки
- Дэнни Гловер — Судья Кроули
- Куин Латифа — сотрудница охранной службы
- Роберто Роман — Дэни
- Рег Кезей — Фрэнк Вашингтон
- Джерод Миксон — Уилли
- Джамал Миксон — Нельсон
- Джерри Бэмман — Батлер

## Сборы
Кассовые сборы в первую неделю показа в США составили $5 000 900 долларов США, заняв таким образом восьмое место. После окончания семи недель проката фильм собрал 12 009 070 долл. во всём мире, в т. ч. 11 814 019 долл. в США. 